# Ronan Gustin
Ronan Gustin (Fontaine-lès-Dijon, 17 de agosto de 1987) es un deportista francés que compite en esgrima, especialista en la modalidad de espada.
Ganó tres medallas de oro en el Campeonato Mundial de Esgrima, entre los años 2011 y 2019, y tres medallas en el Campeonato Europeo de Esgrima entre los años 2011 y 2018. En los Juegos Europeos de Bakú 2015 obtuvo una medalla de oro en la prueba por equipos.
Participó en los Juegos Olímpicos de Tokio 2020, ocupando el quinto lugar en la prueba por equipos.

## Palmarés internacional
| Campeonato Mundial | Campeonato Mundial      | Campeonato Mundial | Campeonato Mundial |
| Año                | Lugar                   | Medalla            | Prueba             |
| ------------------ | ----------------------- | ------------------ | ------------------ |
| 2011               | Catania (Italia)        | Medalla de oro     | Espada por equipos |
| 2017               | Leipzig (Alemania)      | Medalla de oro     | Espada por equipos |
| 2019               | Budapest (Hungría)      | Medalla de oro     | Espada por equipos |
| Juegos Europeos    |                         |                    |                    |
| Año                | Lugar                   | Medalla            | Prueba             |
| 2015               | Bakú (Azerbaiyán)       | Medalla de oro     | Espada por equipos |
| Campeonato Europeo |                         |                    |                    |
| Año                | Lugar                   | Medalla            | Prueba             |
| 2011               | Sheffield (Reino Unido) | Medalla de oro     | Espada por equipos |
| 2015               | Montreux (Suiza)        | Medalla de oro     | Espada por equipos |
| 2018               | Novi Sad (Serbia)       | Medalla de plata   | Espada por equipos |